# Ni
Ni (grčki srednji rod: Νι; veliko slovo Ν; malo slovo ν) trinaesto je slovo grčkog alfabeta i ima brojčanu vrijednost 50. Izgovara se /n/.

## Podrijetlo
Slovo nun iz feničkog pisma izvor je grčkoga slova ni.

## Šifra znaka
|                   | Veliko slovo N          | Malo slovo ν          |
| ----------------- | ----------------------- | --------------------- |
| Unicode Codepoint | U+039D                  | U+03BD                |
| Unicode-Ime       | GREEK CAPITAL LETTER NU | GREEK SMALL LETTER NU |
| HTML              | &#925;                  | &#957;                |
| HTML-Identitet    | &Nu;                    | &nu;                  |